# Piefke und Pafke und die Jungs aus der Dunkelkammer
Piefke und Pafke und die Jungs aus der Dunkelkammer was een Duitse band uit de NDW-periode.

## Carrière
De groep bestond uit de muzikanten Manfred Wieczorke en Detlev Schmidtchen, beiden lid van de Duitse artrock-band Eloy en de songwriter en latere magaScene Hannover-uitgever Reinhard Stroetmann. Hun in 1982 oorspronkelijk bij het Undergroundlabel GeeBeeDee uitgebrachte single … und es geht ab was een parodie op de NDW, waarmee ze de snel opkomende afstomping en commercialisering van dit genre satirisch uitbeelden. Na een nieuwe publicatie door het label Teldec werd de NDW-parodie van hun kant een commercieel succes en bereikte in januari 1983 een 58e plaats in de Duitse hitlijst. Medio 1983 brachten Piefke en Pafke de single Auf in die Galaxien uit, voordat de bandleden weer hun eigen weg gingen. Onder de (reeds in 1971 gehanteerde) cabaret-projectnaam Arbeitstitel Knochen hadden Reinhard Stroetman en Peter Frese in 1983 de single Am Strand, am Strand opgenomen. In 2008 coverde de band Welle: Erdball de in 1982 uitgebrachte single en brachten deze uit als Und es geht ab op de maxi-cd Ich bin aus Plastic.

## Discografie
- 1982: … und es geht ab / Format (GeeBeeDee)
- 1982: … und es geht ab / Format (Teldec) (ook in groen vinyl)
- 1983: Auf in die Galaxien / Die Lottozahlen (Teldec)

projectnaam Arbeitstitel Knochen
- 1972: Wenn einer eine Reise macht / Die Ballade vom Freizeitcowboy (Lava) (met Cake Walkers Jazzband)
- 1972: Teutonische Lieder zum Abgewöhnen (lp, Lava)
- 1977: Knorpelgesänge und Knochenbrecher (lp, Lava)
- 1979: Super-Mann kehrt wieder heim … / Raucherblues 7" (Lava)
- 1980: Es war einmal / - (Lava)
- 1980: Natürlich haben wir nichts gegen Krüppel (lp, Lava)
- 1983: Am Strand, am Strand / Oh Ilse (WEA)